# Sección de Ciclismo del Real Madrid Club de Fútbol
La sección de Ciclismo del Real Madrid Club de Fútbol, pese a su corta existencia, cosechó numerosos éxitos para el club, tanto en su modalidad en ruta como en pista cerrada (velódromo).

## Historia
Sección creada en 1925 que cosecharía destacados éxitos a nivel nacional y regional. El 31 de mayo de 1936, un destacado y laureado corredor madrileño, al frente de la sección de ciclismo del Real Madrid, Vicente Carretero, llega a la meta de la II Vuelta a España, en Madrid, tras realizar una gran ronda ciclista.
El 1927 el equipo estaría compuesto de Telmo García, Francisco Mula y Juan López. En 1928 por Manuel López y Francisco Mula.
Vicente Carretero ganó 5 etapas de la II Vuelta a España (1936), y Julián Berrendero quedó cuarto en la clasificación general aquel mismo año, siendo el mejor español clasificado.
Definitivamente la guerra civil española truncó el futuro de esta sección.

## Corredores
- Miguel García (1925)[4]
- Telmo García (1926 y 1927)[5]
- Eduardo Fernández (1927 y 1928)[6][7]
- Manuel Fernández (1927)[6]
- Juan López (1927)[6]
- Francisco Mula (1927 y 1928)[6][7]
- Manuel López (1928)[7]
- Francisco Cepeda (1928)[8]
- Vicente Carretero (1932)[9]
- Bernardo de Castro [9]
- Bernardo da Costa (1935)[10]
- Ramón Ruiz Trillo (1935)[10]
- Julián Berrendero[cita requerida] (19xx)
- José Sánchez Algobia (19xx)
- Antonio Fernández (19xx)

## Palmarés
- 1 Campeonato de Madrid Individual:

Vicente Carretero (1934).
1 Subcampeonato: Bernardo de Castro (1934).
- 1 Campeonato de Madrid por Equipos:

1934.
- Campeonato de España de Ciclismo en Ruta

2 Subcampeontatos : Telmo García (1927)., Eduardo Fernández (1928).
- Circuito de Getxo:

1 Subcampeonato: Eduardo Fernández (1928).
- Prueba Villafranca de Ordizia:

1 Subcampeonato: Telmo García (1927).
- Prueba de la Unión Velocípeda Española Madrid:

1 Subcampeonato: Francisco Cepeda (1928).
- Madrid-Guadarrama-Madrid:

1 Subcampeonato: Francisco Cepeda (1928).
- 1 Torrelavega:

Francisco Cepeda (1928).
- 1 Madrid-Navacerrada:

Francisco Cepeda (1928).
- 1 Tarragona-Madrid:

Vicente Carretero (1936).
- 5 Victorias de etapa de la Vuelta a España

Vicente Carretero (1936).

## Enlaces de interés
- Real Madrid Club de Fútbol
- Real Madrid de Baloncesto
- Secciones Históricas Desaparecidas del Real Madrid C. F. http://www.facebook.com/Secciones, en Facebook.